# Раух, Густав фон
Иоганн Юстус Георг Густав фон Ра́ух (нем. Johann Justus Georg Gustav von Rauch; 1 апреля 1774, Брауншвейг — 2 апреля 1841, Берлин) — прусский офицер, генерал от инфантерии, военный министр Пруссии.

## Биография
Происходил из баварского дворянского рода, сын директора Потсдамской инженерной академии Бонавентуры фон Рауха. Образование получил в Инженерной академии, которой руководил его отец, и выпущен 6 апреля 1790 года в инженерные войска. В 1794 году работал на возводимых укреплениях в Померании, затем на силезско-австрийской границе.
В конце 1790-х годов Раух состоял адъютантом при начальнике прусских инженерных войск генерал-лейтенанте Левине фон Гойсау. 14 января 1802 года Раух был произведён в интендант-лейтенанты Генерального штаба. 12 декабря 1803 года произведён в капитаны и далее получил чин майора (22 октября 1805 года) и назначен генерал-квартирмейстером. На этом посту Раух накануне войны с Францией в 1806—1807 годах крайне неудачно провёл мобилизацию. Снятый с должности Раух был направлен в действующую в Восточной Пруссии армию и состоял при русских войсках и под началом генерала Каменского сражался под Пиллау, а затем совершил десантную высадку под Данцигом. После этой операции Раух был назначен помощником Кёнигсбергского губернатора генерала Рюхеля.
После заключения мира в Тильзите Раух вновь был переведён в Берлин, где состоял при Шарнхорсте для поручений по военно-инженерной части. 12 февраля 1809 года назначен директором 2-го отделения Военного департамента. 14 августа 1812 года произведён в полковники.
При разрыве с Францией и вступлении Пруссии в Шестую коалицию Раух был назначен начальником штаба корпуса Йорка, отличился в сражении при Кенигсварте. 7 июля 1813 года произведён в генерал-майоры и назначен начальником штаба корпуса Блюхера.
3 июня 1814 года Раух был назначен начальником прусских инженерных войск и инспектором крепостей.
Принимал активное участие в проектировании ключевой для Среднего Рейна крепости Эренбрайтштайн напротив Кобленца.
30 марта 1829 года Раух был произведён в генералы от инфантерии, 21 ноября 1831 года назначен членом Государственного совета Пруссии, 18 января 1833 года награждён орденом Чёрного орла.
В 1822 году российский император Александр I пригласил Рауха совершить инспекционную поездку по западным крепостям Российской империи, аналогичную поездку Раух совершил и в 1833 году по просьбе императора Николая I. 11 мая 1829 года Раух был награждён орденом св. Александра Невского, а за вторую командировку в Россию ему 27 ноября 1834 года были вручены алмазные знаки к этому ордену.

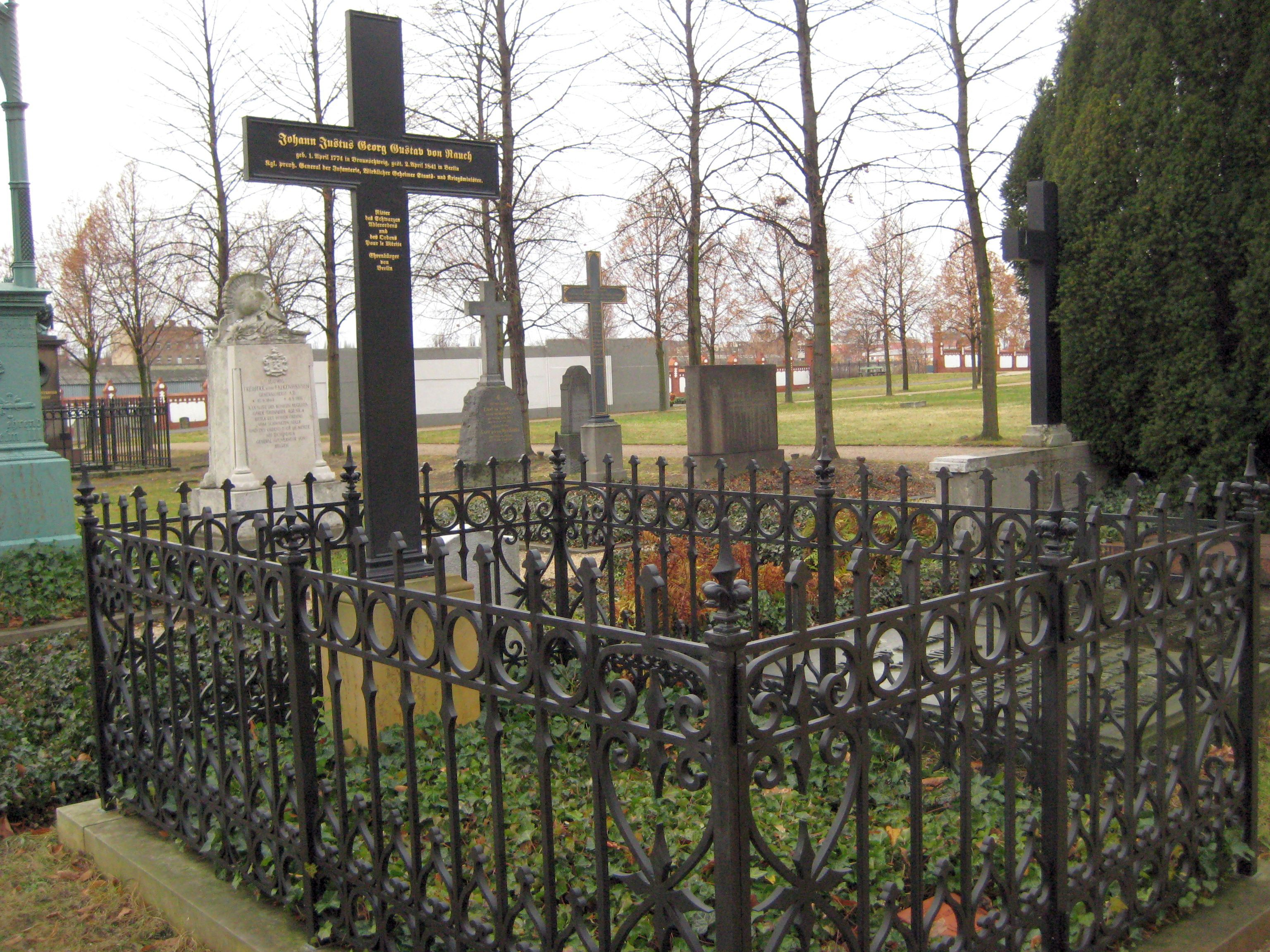
Могила на кладбище Инвалиденфридхоф

8 октября 1838 года был награждён орденом Св. Андрея Первозванного.
30 июля 1837 года Раух сменил генерала Вицлебена на должности военного министра Пруссии.
28 февраля 1841 года Раух из-за обострившейся болезни вышел в отставку, скончался 2 апреля того же года в Берлине и похоронен на кладбище Инвалиденфридхоф.
Дочь Рауха Розалия в 1853 году стала второй, морганатической супругой прусского принца Альбрехта и получила титул графини Гогенау в 1862 году.

## Награды
Королевства Пруссия:
- Орден «Pour le Mérite» (1 июня 1807)[3]; дубовые листья к ордену (3 июня 1814)[4]
- Железный крест 1-го класса и 2-го класса на чёрной ленте (1813)[5]
- Орден Красного орла 3-го класса (1815)[6]
- Орден Красного орла 1-го класса с дубовыми листьями (18 января 1820)[7]
- Крест за выслугу лет[нем.] (1825)
- Орден Чёрного орла (18 января 1833)[8]

Российской империи:
- Орден Святого Георгия 4-го класса (№ 2750; 10 декабря 1813)
- Орден Святой Анны 1-й степени (27 августа 1813) с алмазными украшениями
- Орден Святого Владимира 3-й степени (12 марта 1819)
- Орден Святого Александра Невского (11 мая 1829) с алмазными украшениями
- Орден Святого Владимира 1-й степени (6 октября 1835)
- Орден Святого апостола Андрея Первозванного (8 октября 1838); алмазные украшения (25 марта 1840)

Прочие:
- Военный орден Максимилиана Иосифа, рыцарский крест (королевство Бавария)
- Орден Святых Маврикия и Лазаря, большой крест (1834, королевство Сардиния)
- Королевский Гвельфский орден, большой крест (1839, королевство Ганновер)